# Colombe de Sens
Pour les articles homonymes, voir Sainte Colombe, Colombe (homonymie) et Sainte-Colombe.
Colombe de Sens, née vers 257 à Caesaraugusta (Saragosse) et morte décapitée en 274 près de Sens au pied d’une fontaine dite fontaine d’Azon, sous l'empereur romain Aurélien, est une sainte martyre célébrée par l’Église catholique et honorée à ce titre le 31 décembre.

## Vénération

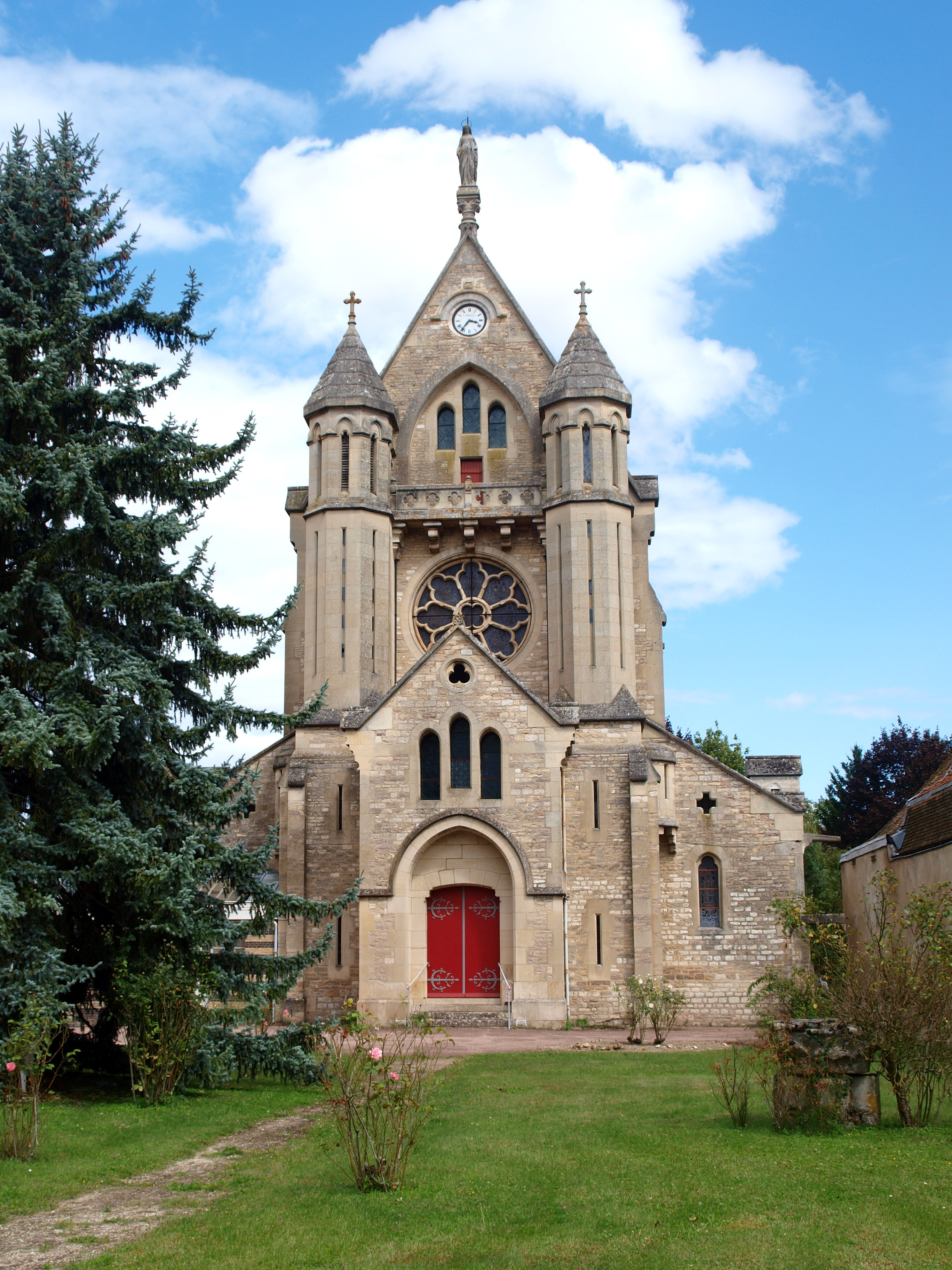
Chapelle de l'Immaculée Conception de l'abbaye Sainte-Colombe.

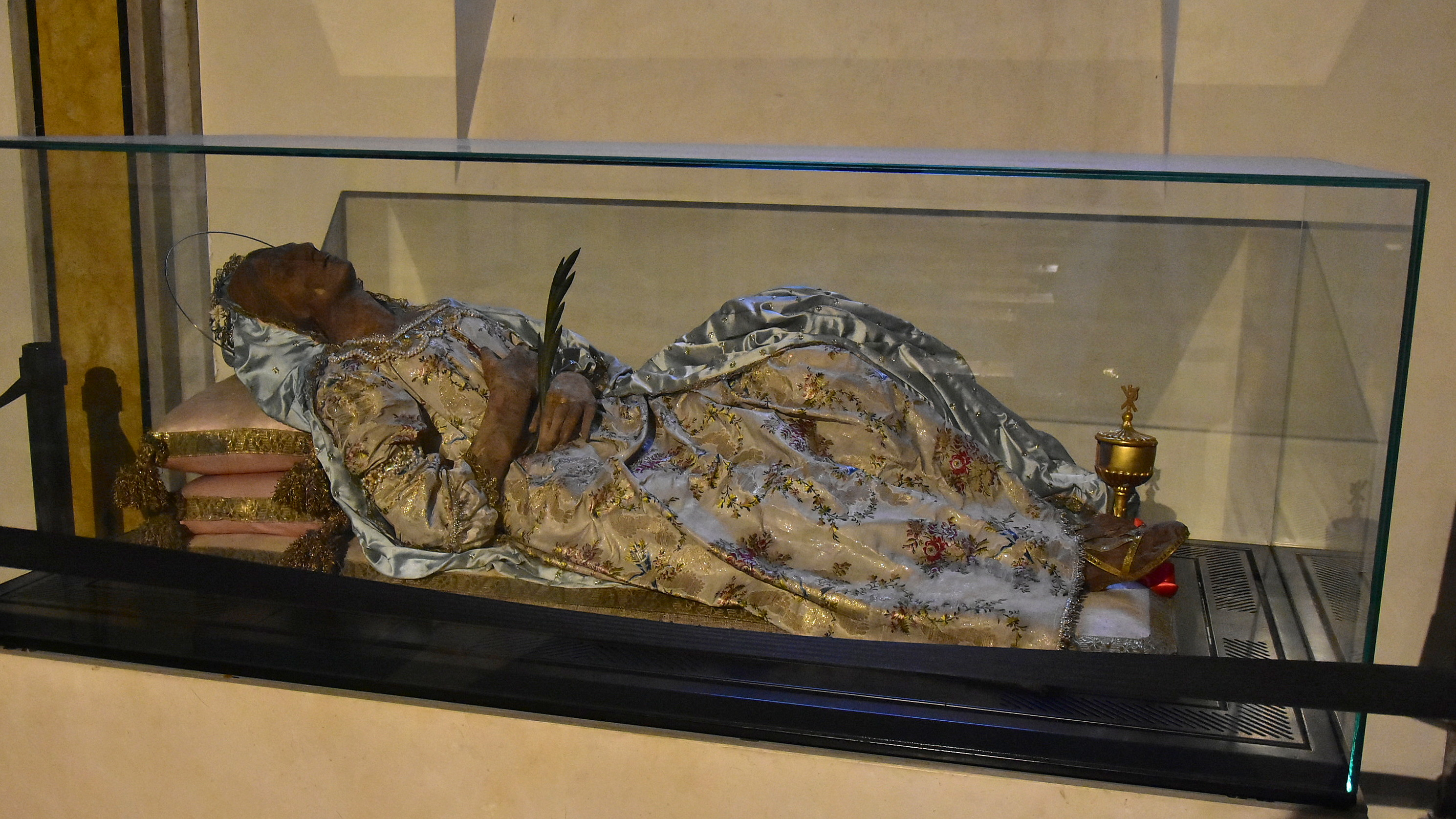
Son corps présumé à la cathédrale de Bari.

Clotaire II fit construire une abbaye (démolie à la Révolution) au VIIe siècle sur les lieux présumés de son martyre : l'abbaye Sainte-Colombe de Saint-Denis-lès-Sens. Saint Thomas Becket y vécut de 1165 à 1170. Aujourd’hui un pèlerinage a lieu tous les ans au mois de juillet dans la chapelle qui se trouve sur son tombeau, à Saint-Denis-lès-Sens. C’est là que se trouve sa statue, accompagnée de l'ours.
L'église Sainte-Colombe de Cologne, ou Sankt Kolumba en allemand, construite en 980, est également consacrée à cette martyre chrétienne.
Depuis 1939, son corps non corrompu est censé reposer à la cathédrale de Bari.

## Iconographie
On la représente, le plus souvent, accompagnée d'un ours avec une épée et un bouquet de lys, symbole de pureté. 

## Transcription romancée
La légende de sainte Colombe, la martyre décapitée pour sa foi par le fils de l'empereur romain Aurélien en 274, est décrite dans le roman de Mireille Calmel en 2018 dans son ouvrage La Fille des Templiers. Ce roman historique raconte que la Sainte Ampoule du sacre à Reims des rois de France contient du sang de la sainte, de couleur ambrée, mêlé au Saint Chrême. Il prodigue une dimension sacrée à la cérémonie. 
Sainte Colombe aurait été décapitée pour avoir refusé de renier la foi chrétienne afin d'épouser le fils de l'empereur. Après trois de ses compagnons chrétiens, elle a été emmenée dans l'arène de Sens et aurait été sauvée d'un viol par un ours qui s'est attaqué à l'homme en question. Ce viol était une humiliation avant sa mise à mort par des animaux sauvages. 
Le symbole de la sainte est ainsi un ours. Mireille Calmel écrit que c'est pour le baptême puis le sacre de Clovis, premier roi chrétien de France, en 498, que la Sainte Ampoule fut utilisée pour la première fois par l'évêque de Reims, saint Remi. 
C'est un descendant du gouverneur romain Aubertus qui a livré l'Ampoule à l'évêque. Ses descendants deviendront comtes de Rethel dans les Ardennes.
À l'origine, le roman indique que c'est Aubertus qui a découvert le corps décapité de Colombe à la fontaine d'Azon. Il aurait recueilli son sang devenu de couleur ambre puis l'aurait enterrée. Plus tard, une chapelle fut construite avec une crypte pour son tombeau. Aux siècles suivants, son tombeau fut transporté à l'abbaye de Sens.

## Source bibliographique
- Guy Chastel, Sainte Colombe, son abbaye, ses religieuses, Sens : imprimerie Saint-Gérard, juillet 1937, (non paginé), 28 p.